# جوزيف ستيرج
جوزيف ستيرج (1793- 14 مايو 1859) هو أحد أعضاء طائفة الكويكرز الإنجليز وإبطالي وناشط. أسس الجمعية البريطانية والأجنبية لمكافحة الرق (تدعى الآن المنظمة الدولية المناهضة للعبودية). عمل طوال حياته في الأعمال السياسية الراديكالية الداعمة للسلمية وحقوق الطبقة العاملة والتحرر العالمي للعبيد. في أواخر ثلاثينيات القرن التاسع عشر، نشر كتابين عن نظام التلمذة المهنية في جامايكا، والذي ساعد في إقناع البرلمان البريطاني في وضع موعد أبكر للتحرر الكامل. ساعد ستيرج أيضًا في تأسيس القرى الحرة مع المعمدانيين في جامايكا، وذلك لتوفير أماكن معيشة للعبيد المحررين؛ وسميت إحدى القرى «ستيرج تاون» على اسمه.

## النشأة
وُلد جوزيف ستيرج في 2 أغسطس 1793، وكان الطفل الرابع في عائلة مكونة من 12 فردًا للأب جوزيف ستيرج الذي عمل مزارعًا في إلبرتون، غلوسيسترشاير، وزوجته ماري مارشال، التي انتمت إلى جمعية الأصدقاء الدينية (المعروفة باسم الكويكرز). كان من بين إخوته جون ستيرج، الذي أصبح صاحب مصنع في برمنغهام، وإدموند ستيرج. كانت صوفيا ستيرج (1795–1845) الإبطالية والداعية للسلام أخته، وكان تشارلز غيلبين ابن أخته.
بعد عام في مدرسة ثورنبيري، التحق ستيرج لمدة ثلاث سنوات بمدرسة سيدكوت المستقلة للكويكرز. عمل في الزراعة مع والده، وعلى حسابه الخاص. رفض الخدمة في الميليشيا في عام 1813 لتبنيه آراءً سلمية.
بعد أن فشل في البداية في كسب لقمة العيش أثناء عمله تاجرًا للذرة في بيودلي في 1814، انتقل ستيرج إلى برمنغهام عام 1822. أصبح هناك مستوردًا للحبوب. نجح في العمل وأسس شركة مع شقيقه تشارلز. أصبحت عائلة ستيرج مستثمرة في السكك الحديدية وأحواض السفن. توقف جوزيف من عام 1831 عن عمله شريكًا نشطًا وترك العمليات لتشارلز، وركز على الأسباب والحياة العامة. تعاون ستيرج، الذي كان داعيًا لإلغاء العبودية، مع جورج ستيفن في عام 1831 في الضغط على البرلمان من أجل سن تشريع فوري ضد العبودية. رأى ستيرج أن قانون الإصلاح لعام 1832 فشل في معالجة الفقر، وعمل من أجل إصلاح انتخابي جذري.
عُين ستيرج عضوًا في المجلس المحلي في عام 1835. عارض استخدام بناء مجلس مدينة برمنغهام لإجراء العروض، بسبب الاستنكاف الضميري من الأناشيد الدينية. أصبح مهتمًا بجزيرة جامايكا وظروف عمالها المستعبدين. زارها عدة مرات وشاهد عن كثب أهوال العبودية، فضلًا عن الانتهاكات في ظل نظام التدريب المهني المصمم لضبط عمل جميع العبيد السابقين فوق سن السادسة لمدة 12 عامًا. عمل من أجل إلغاء العبودية وإبطالها مع المعمدانيين الأفارقة والكاريبيين والإنجليز.
في عام 1838، وبعد السماح بالتحرر الكامل، وضع ستيرج حجر الأساس لـ«غرف مدرسة التحرر» في برمنغهام. كان من بين الحضور مدرسة الأحد المعمدانية المتحدة والوزراء المعمدانيون في المدينة. كُرم عمله عام 1839 بوضع نصب تذكاري من الرخام في كنيسة معمدانية في فالماوث، جامايكا. خُصصت المدرسة لـ«أبناء إفريقيا المتحررين من العبودية».

## وفاته وذكراه
توفي ستيرج فجأة في منزله في ويليز رود في إدغباستون، برمنغهام في 14 مايو 1859 بسبب مرض القلب. دُفن في مقبرة مكان لقاء الأصدقاء (مجلس كويكرز) في برمنغهام. سعت العائلة إلى إقامة حدث متواضع يتماشى مع معتقدات الكويكرز الخاصة بهم بدلًا من إقامة جنازة عامة كبيرة، لكن موكب الحداد من منزل السيد الراحل ستيرج شمل أربعين عربة للأصدقاء والعائلة، بقيادة رئيس البلدية، السير جون راتكليف.
أُزيل الغطاء عن نصب جوزيف ستيرج التذكاري للنحات جون توماس في 4 يونيو 1862 في فايف وايز.
في 24 مارس 2007، أقامت المدينة احتفالًا مدنيًا لإعادة إهداء التمثال رسميًا. أزال عمدة مدينة برمنغهام الغطاء عن لوحة ترجمة تقدم تفاصيلًا عن حياة ستيرج. كُشف في اليوم نفسه عن لوحة زرقاء (علامة تاريخية) في موقع منزله في ويليز رود، إدغباستون.